# Irlands riksvapen
Irlands riksvapen är i blått en harpa av guld med strängar av silver. Guldharpan har sedan 1400-talet varit en irländsk nationalsymbol. Det nuvarande vapnet registrerades officiellt som Republiken Irlands vapen den 9 november 1945.
Den blå färgen anges ofta som S:t Patrick-blå, en blå nyans som förknippas med Irlands skyddshelgon S:t Patrick.

## Harpan som symbol för Irland

### Tidig heraldik
Harpan har varit en erkänd symbol för Irland sedan 1200-talet och användes på irländska mynt av kungarna John och Edvard I. Heraldik inom Irland tog sin början 1392, när den första Ireland King of Arms grundades. Harpan antogs som symbol för det nya Konungariket Irland som grundades av Henrik I av Irland 1541-42. Det har funnits i den tredje kvadranten av det kungliga vapnet för Förenade Kungariket sedan kungarikena Irland och kungariket England förenades under samma kung som Skottland under Jakob VI av Skottland i mars 1603.

### Konungariket Irland

Storbritanniens kungliga vapen har den irländska harpan i det nedre vänstra hörnet

När Huset Stuart övertog den engelska och den irländska tronen 1603, fick det kungliga vapnet den irländska harpan som en symbol för Konungariket Irland. Genom åren flyttades och ändrades harpan beroende på politiska förändringar, till dess det moderna brittiska vapnet blev officiellt i samband med drottning Viktorias trontillträde 1837. Det moderna brittiska kungliga vapnet har den irländska harpan i det nedre högra hörnet, det finns också med i Kanadas statsvapen.

### Symboler för den irländska staten
Harpan som används i modern heraldik benämns ibland "Brian Borus harpa". Brian Boru var högkonung av Irland 1002-14. Harpan valdes som statssymbol när Irländska fristaten utropades. En av de första symbolerna den fanns i var Irländska fristatens sigill. Det fortsatte vara en statssymbol sedan den Irländska konstitutionen antagits. Harpan används som symbol på mynt, pass och statliga dokument; den är också officiell symbol bland annat för presidenten och de irländska statsråden.
Förebild för dessa symboler är en irländsk harpa som liknar Brian Borus harpa, såsom den som finns på Trinity College i Dublin. Harpan på mynt från 1928 var exempelvis baserad på harpor på Galway och Trinity College, medan en mycket modifierad harpa introducerades på mynt från 1939. De nuvarande irländska euromynten baseras huvudsakligen på det senare.
Vissa andra irländska organisationer och företag (som Guinness och Ryanair) använder också harpan som symbol.